# Obernberg am Inn
Obernberg am Inn est une commune autrichienne du district de Ried im Innkreis en Haute-Autriche.